# Sac Birkin
Pour les articles homonymes, voir Birkin (homonymie).
Le sac Birkin est un sac à main créé par l'entreprise française Hermès International en 1984, à la suite de la rencontre entre Jean-Louis Dumas, alors PDG du groupe, et l'actrice Jane Birkin. Fabriqué à la main et le plus souvent en cuir, il est distribué dans plusieurs tailles et exclusivement dans les magasins Hermès.
Le Birkin est avec le sac Kelly et le carré de soie, l'une des icônes de la marque. Il se distingue par ses deux anses et un aspect plus décontracté que le Kelly. Chaque exemplaire est fabriqué par un unique artisan, le plus souvent dans l'une des manufactures françaises d'Hermès, et nécessite entre 15 et 20h de travail.

## Historique
Créée en 1837, Hermès International est à l'origine un sellier harnacheur, qui fabrique des articles pour l'équitation. Le Haut à courroies est le premier sac de la maison. Né au début du XXe siècle, il facilite à l’époque la vie des cavaliers en leur permettant de transporter leurs bottes et leur selle. Conçu en 1928, le Sac à dépêches est le premier porte-document pour homme qui se ferme par sa serrure.
Le sac Birkin est créé en 1984, par le hasard d'une rencontre entre Jean-Louis Dumas, alors PDG d'Hermès, et Jane Birkin. L'actrice est alors connue pour porter des paniers lui permettant d'emporter plus d'affaires qu'un sac à main classique. Elle renverse par mégarde le contenu de son sac et se plaint du peu de praticité des sacs à main en général, en particulier pour une jeune mère, sans connaître l'identité de son voisin. À l'époque, sa fille benjamine Lou Doillon a deux ans et elle souhaiterait avoir un sac suffisamment grand pour pouvoir contenir à la fois des scénarios et des couches-culottes.
Jean-Louis Dumas lui suggère d'en obtenir un avec des poches, ce à quoi elle répond qu'« Hermès ne fait pas de poches ». Il s'exclame alors « mais je suis Hermès ! » Profitant de ce hasard, elle lui demande pourquoi l'entreprise ne propose pas un sac quatre fois plus grand que le Kelly. Jean-Louis Dumas lui dessine aussitôt un fourretout souple et spacieux, qu'il promet de produire en lui donnant son nom, si elle est d'accord. Birkin déclare avoir été très flattée par la proposition, qu'elle a acceptée. En possédant plusieurs exemplaires, l'actrice en vendra aux enchères pour soutenir des causes caritatives,.
En juillet 2015, l'association de défense des animaux PeTA dénonce les conditions d'abattage des alligators servant à la fabrication de la version en peau de crocodile des sacs Birkin. Jane Birkin, signataire des pétitions « Mercy for animals » de l'acteur américain Joaquin Phoenix, demande en juillet 2015 que le sac soit débaptisé jusqu'à ce que de meilleures pratiques répondant aux normes internationales puissent être mises en place pour sa fabrication. En septembre, l'actrice annonce être satisfaite des mesures prises par Hermès en faveur du bien-être de ses animaux d'élevage. Le sac conserve son nom, après qu'Hermès a annoncé la correction du dispositif d'abattage dans les fermes incriminées et la mise en place de sanctions en cas de récidive.

## Fabrication et design

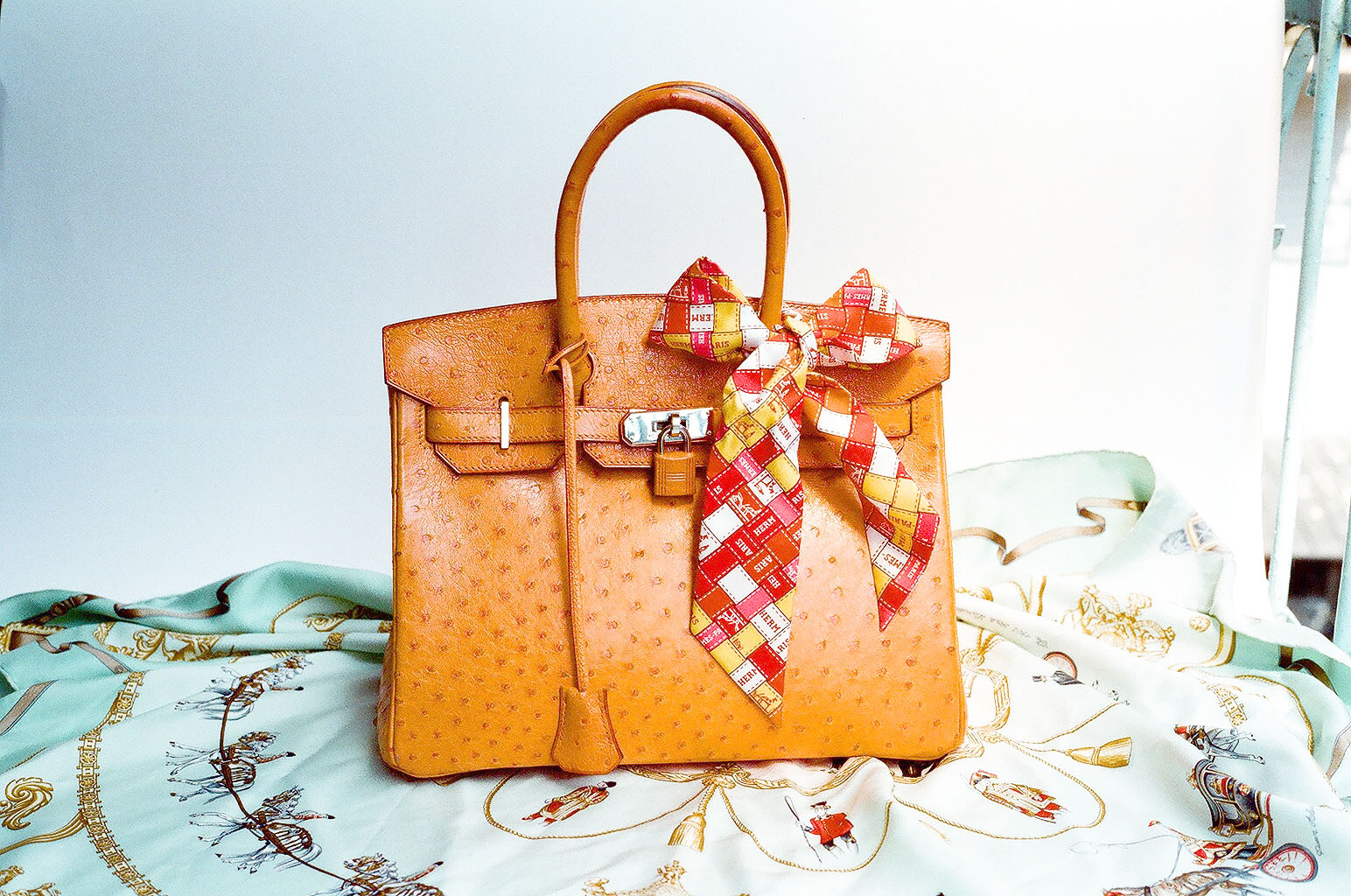
Sac Birkin en autruche d'Hermès

La fabrication du sac Birkin est effectuée exclusivement en France, dans des manufactures réparties sur tout le territoire, comme à Seloncourt en Franche-Comté ou à Montbron, en Charente. Elle est toujours assurée par un unique artisan, qui façonne le sac dont il a la responsabilité et appose sa signature. Environ 250 artisans travaillent au sein de plus d’une vingtaine de manufactures et d’ateliers ; des emplois qu'Hermès pérennise pour préserver les savoir-faire. C'est aussi la raison pour laquelle la maison forme elle-même une partie de ses artisans, qui, après un an et demi et de formation et plusieurs années de pratiques, pourront travailler sur la confection de sacs comme le Kelly ou le Birkin.
Le Birkin est un grand cabas qui se distingue par ses deux poignées et sa cale astiquée. C'est un sac moins structuré dans sa conception que le sac Kelly, ce qui lui donne un aspect plus décontracté, alors que le Kelly paraît plus classique et formel.
Initialement conçu en cuir souple noir, il est depuis décliné en plusieurs tailles et différentes matières. Du cuir de veau ou d'autruche peut être utilisé. Parmi les matières les plus onéreuse figure la peau de crocodile ; les petites écailles étant plus rares à trouver que les grosses. Chaque sac est entièrement doublé de cuir de chèvre de la même couleur que celle du cuir extérieur,. Le Birkin est reconnaissable par son fermoir doté d’un cadenas et une clochette-clé. Le sac Birkin est disponible en 25, 30, 35 et 40 cm. Les sacs de voyage sont, quant à eux, déclinés en 50 et 55 cm.[réf. nécessaire]

## Perception
Le sac Birkin est l'un des produits emblématique de la marque, avec le sac Kelly et le carré de soie. C'est un objet convoité et une valeur refuge qui, comme le sac Kelly, est souvent revendu plus cher d'occasion que neuf,,. Les plus rares ont atteint plusieurs centaines de milliers d'euros aux enchères. En juin 2015, le Diamond Birkin 35 en crocodile porosus fuchsia brillant, devient ainsi le sac Hermès le plus cher du monde en étant adjugé pour 202 000 euros lors d'une vente aux enchères organisée par Christie's, à Hong Kong,. Un sac de la collection « So Black » dessinée par Jean Paul Gaultier est également vendu 184 533 euros en 2019. Cela est dû à une demande bien supérieure à l'offre, Hermès n'étant pas en mesure de concevoir assez de sacs, qui sont tous faits à la main.
Le système de liste d'attente mis en place par la maison Hermès pendant plusieurs années, bien qu'étant une réalité en fonction des boutiques, fait aussi partie de la légende et favorise la rareté du sac Birkin. Si ce système est aboli depuis 2010 en fonction des modèles ou des régions, il devient plus rare, voire disparaît, à partir de 2012 par suite d'une augmentation de la production par la création de deux ateliers supplémentaires de maroquinerie,. Pourtant, avec « une demande largement supérieure à l'offre », il est toujours cité comme une mesure classique d'attendre plusieurs années, avant de pouvoir obtenir ce sac.
Le Birkin apparaît régulièrement dans des œuvres de fiction au cinéma et à la télévision. Il est ainsi au cœur de l'intrigue d'un épisode de la série Sex and the City. Il apparaît également dans le film Blue Jasmine de Woody Allen avec Cate Blanchett.
Victoria Beckham est reconnue comme grande collectionneuse du sac Birkin, et en possède plus d'une centaine, ainsi que quelques Kelly, de la même maison,,,,,,.